# Pico Ellerbeck
El Pico Ellerbeck (en inglés: Ellerbeck Peak) es un pico por encima de los 685 m s. n. m. ubicado en la parte sur del valle Sörling en Georgia del Sur, en el océano Atlántico Sur, cuya soberanía está en disputa entre el Reino Unido el cual las administra como «Territorio Británico de Ultramar de las islas Georgias del Sur y Sandwich del Sur», y la República Argentina que las integra al Departamento Islas del Atlántico Sur, dentro de la Provincia de Tierra del Fuego, Antártida e Islas del Atlántico Sur. Nombrado por el Comité Antártico de Lugares Geográficos del Reino Unido (UK-APC) en 1987 por el capitán de corbeta John A. Ellerbeck, de la Marina Real Británica. Durante la Guerra de las Malvinas fue piloto al mando del helicóptero del HMS Endurance que atacó al ARA Santa Fe el 25 de abril de 1982.